# Eduardo Martinelli
Eduardo Martinelli Danzi é um maestro brasileiro nascido em São Paulo-SP.
Atualmente é maestro da Orquestra Sinfônica de Campo Grande, com a qual tem se apresentado ao lado de solistas brasileiros e de países como EUA, Itália, Coreia do Sul, Argentina, Suíça, Canadá, Trinidad y Tobago,Paraguai, Portugal,Bolívia e Uruguai.Em seu repertório constam obras sinfônicas tradicionais e importantes estreias de destacados compositores.
Em 2014 foi destaque do anuário Cultura em Mato Grosso do Sul, que tratou do tema: Personagens
da Formação Cultural de Mato Grosso do Sul, produzida pela Fundação
Estadual de Cultura e Governo do Estado de MS.
É diretor artístico dos festivais: Encontro com a Música Clássica, em Campo Grande-MS e Festival de Inverno Cidade das Águas, em
Três Lagoas-MS.
Uma de suas características é a constante valorização da música brasileira e integração com artistas regionais de Mato Grosso do Sul, confeccionando arranjos dirigindo concertos e colaborando com Geraldo Espíndola, Delinha "Delinha Sinfônico" , Concerto Morena (Márcio De Camillo, Jerry Espindola, Rodrigo Teixeira, Evelyn Lechuga, Filho dos Livres e Grupo Massis Brasil) , Planeta Música MS  (Otávio Neto, Tostão e Guarany, Américo e Nando, Celito Espíndola, Guilherme Rondon, Gilson Espíndola, Edineide Dias, Melissa Azevedo, Maria Cláudia e Marcos Mendes, Zé Geral e Daniel Freitas).
Desde 2005 atua no desenvolvimento de diversos projetos de ensino musical voltados para instrumentos de orquestra com foco em
crianças e jovens em situação de risco ou vulnerabilidade social, como:
Orquestra Jovem da Fundação Barbosa Rodrigues, Orquestra da Cidade de Três
Lagoas, Orquestra Infantil da Fundação Zahran e Orquestra de Cordas do Ponto de
Cultura do Governo Federal - Viver Bem.
Atuou como arranjador e diretor musical do Projeto Filarmônica Jovem do Pantanal, trabalho voltado para uma proposta multi linguagem, integrando a música com o meio ambiente, reproduzindo espetáculos áudio visuais focando a união do som com imagens ecológicas, o projeto foi registrado em Álbum Fotográfico e CD – “Araras da Cidade Músicas do Mato” e lançado na Bienal do Livro de São Paulo em 2012, o projeto proporcionou ainda diversos concertos ao ar livre para milhares de pessoas. Foram também realizadas atuações do grupo em trilhas de cinema  ao vivo.
Foi por dois anos, apresentador do programa semanal de rádio Clássico 104.
Premiado pelo programa Petrobrás Cultural/Ministério da Cultura do Brasil, Eduardo Martinelli arranjou e gravou em 2012, o  CD Choro Opus Trio
"Descendo Sarrafo" resgatando a obra do compositor Amintas José da
Costa, apreendida na década de 60 pela ditadura militar; o lançamento do trabalho foi exibido pela TV Brasil,  e no ano de 2013 foi apresentado na Europa.
Foi 1º colocado no concurso promovido pela Associação das Rádios Públicas do Brasil e TV Brasil Pantanal como melhor Música Instrumental do Estado de MS,com a peça Casca de Pau.
Já se apresentou como solista, camerista e maestro convidado em diversos países da América e Europa.
É Gestor musical do Moinho Cultural Sul Americano, projeto binacional artístico/educacional que acontece na fronteira entre Brasil e Bolívia, na cidade de Corumbá-MS. Ainda por este projeto, é arranjador musical e maestro do “Moinho In Concert”, espetáculo anual transmitido em rede de televisão para todo o estado de MS.
O maestro Eduardo Martinelli, bem como os projetos em que atua possuem diversas moções, congratulações e homenagens da Assembleia Legislativa de Mato Grosso do Sul e da Câmara dos Vereadores de Campo Grande.             